# Bernard Accama
Bernard Accama, född 1697, död 1756, var en nederländsk porträtt- och historiemålare, aktiv i Leeuwarden. Han var son till Simon Accama och bror till konstnären Mathijs Accama (född 1702 i Boerum, död 1783 i Ljouwert).

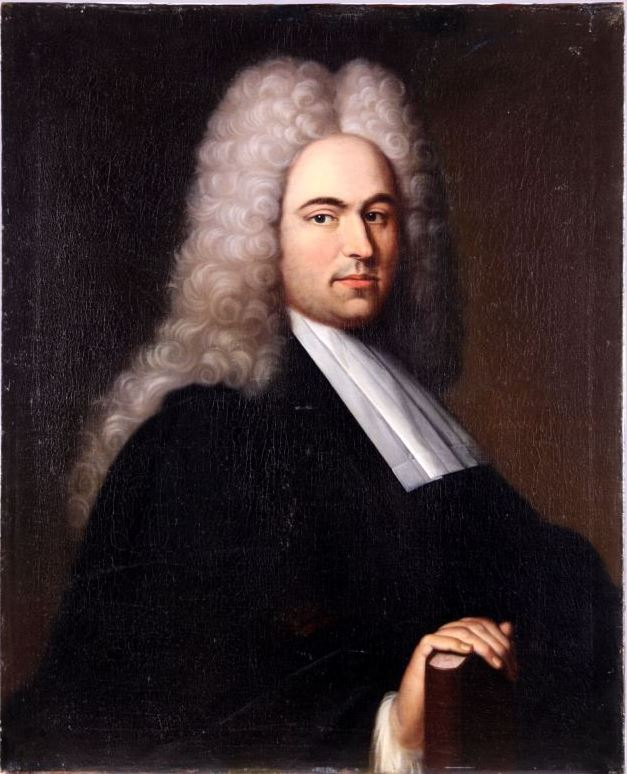
Campegius Vitringa (1693-1723)
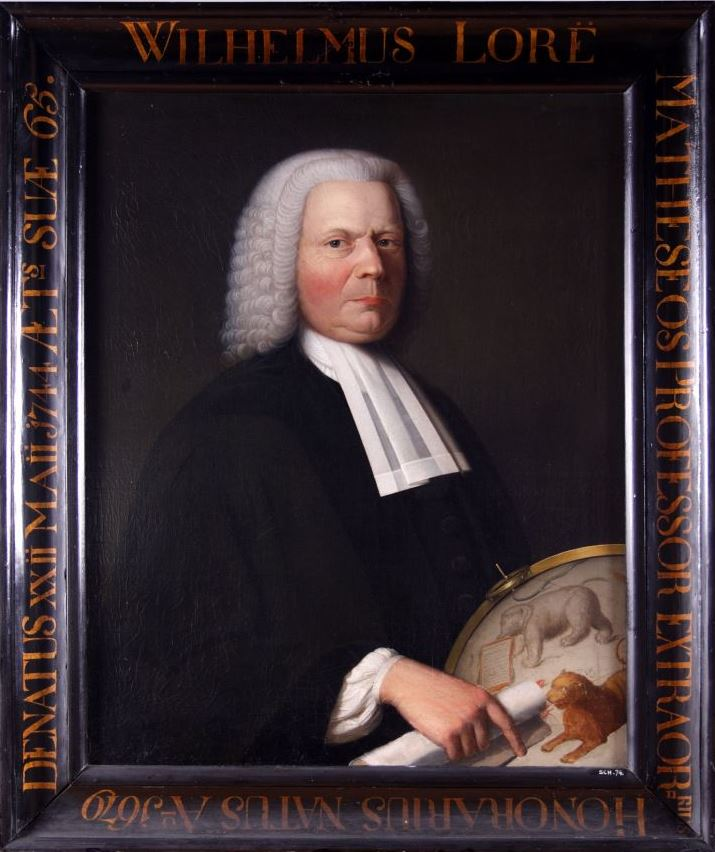
Willem Loré
Anna van Hannover (1736)